# Pokerturnering

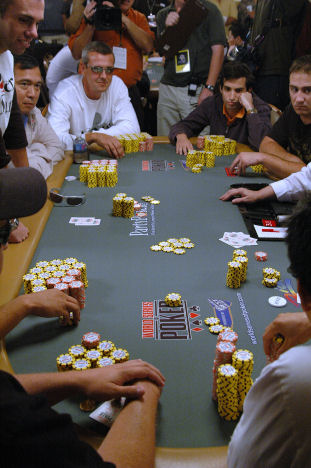
Ett bord vid Main event vid World Series of Poker 2006

En pokerturnering går till så att alla deltagare betalar en bestämd summa pengar och får ett bestämt antal marker. Sen spelar man tills endast en spelare har marker kvar. Spelarna rangordnas i den motsatta ordningen som de slogs ut. De bäst placerade delar vinstpotten enligt en modell som bestämts i förväg. 

## World Series of Poker
Pokerturneringar har blivit väldigt populärt de senaste 10 åren. De har sitt ursprung i Las Vegas, där den mest berömda turneringen äger rum en gång per år, World Series of Poker. Vinnaren i WSOP:s "Main event" går hem med miljoner dollar, och det kostar 10 000 dollar att vara med.

## Privat eller på nätet
En vanlig turneringsform i privata pokergäng är till exempel att tio personer betalar 100 kr var, varav vinnaren får 700 och tvåan 300. 
På nätet förekommer turneringar av alla storlekar, från två spelare till flera tusen, med inköp från under 1 dollar till ett par hundra eller i särskilda fall flera tusen dollar. I stora turneringar kan det hända att över hundra spelare delar på vinstsumman, men de tio bästa platserna (finalbordet) är normalt sett betydligt bättre betalda än resten.
Även de statliga kasinona ordnar pokerturneringar. Där ligger inköpet normalt på 600 kr.

## Husets provision
För turneringar som arrangeras av kasinon eller webbplatser går en del av inköpssumman till arrangören. På nätet är den andelen ofta 5 eller 10 procent, precis som på svenska Casino Cosmopol som har livepoker. Detta kallas för husets "rake".

## Återköpsturneringar
I en del turneringar förekommer återköp (re-buys) och tilläggsköp (add-ons), vilket innebär att man kan köpa mer marker fram till en bestämd tidpunkt i turneringen. Av naturliga skäl blir spelet i en sådan turnering mer löst och spelarna tar mer risker för att hoppas dubbla upp mycket i början av turneringen.

## Shootoutturneringar
I vanliga pokerturneringar balanseras borden efter hand som spelare slås ut. När ett visst antal spelare åkt ut flyttas spelare på ett av borden till de tomma stolarna vid andra bord och antalet bord minskar således hela tiden. I shootoutturneringar balanseras inte borden utan varje bord spelar tills en person vunnit varje bord. Dessa vinnare spelar sedan mot varandra, och så vidare.

## Turneringsstrategi
Den optimala spelstrategin påverkas på en del ganska intrikata sätt av turneringsformatet jämfört med vanligt spel, tillräckligt för att fylla tjocka böcker. Ett enkelt exempel är när antalet kvarvarande spelare är en mer än antalet prisplatser (den så kallade "bubblan"). En spelare med få marker kan då med visst fog slänga även bra starthänder för att inte riskera att hamna på den sista obetalda platsen. Vetskapen om det här beteendet påverkar i sin tur de spelare som har mycket marker kvar. Och så vidare.
Vidare påverkas strategin av antalet priser, prisernas struktur, turneringens hastighet (hur ofta mörkarna höjs). 
Mike Caro har kritiserat den typ av turneringar som är vanligast — med flera priser — då han menar att vinnaren straffas genom att få dela med sig av prispotten, och att det leder till att konservativt spel, istället för skickligt spel, belönas, eftersom ens strategi blir att överleva så länge som möjligt. Han förespråkar istället en variant av shootout-turnering, då det kräver mer mångsidig förmåga att spela både vid fullt bord, shorthanded, och heads-up, till skillnad från vanliga turneringar där man ända fram till finalbordet spelar vid fulla bord.

## Satelliter
Ett populärt sätt att kvala in till en dyr turnering är att spela en billigare "kvalturnering", en s.k. satellit. Om till exempel tio spelare betalar $10 var, kan vinnaren få en startplats i en $100-turnering. Det här är ett bra sätt att ta sig in i WSOP för den som tvekar inför att förlora 10000 dollar.

## Freerolls
Freeroll är en gratis pokerturnering. Vanligtvis vid pokerturneringar finns det en anmälningsavgift från någon dollar upp till flera tusen dollar. En freeroll-turnering däremot är alltså en turnering utan anmälningsavgift där vinstsumman sponsras av pokersajten för att det ska finnas en vinstpott för vinnaren.